# Evelyn Gibson Lowery
Evelyn Gibson Lowery (* 16. Februar 1925 in Memphis, Tennessee; † 26. September 2013 in Atlanta, Georgia) war eine US-amerikanische Bürgerrechtlerin.

## Leben und Wirken
Lowery war die Tochter der Aktivisten Pfarrer Harry Gibson und Evelyn Gibson. Ihr Vater war bei der NAACP in ihrer Heimatstadt als Vorsitzender tätig. Evelyn Gibson Lowery besuchte die Clark Atlanta University und die Youngstown State University und heiratete 1950 den US-amerikanischen Pfarrer Joseph Echols Lowery. 1965 nahm sie erstmals am Selma-Montgomery-Marsch teil. 1979 gründete sie die SCLC/W.O.M.E.N. INC, eine Schwesterorganisation der Southern Christian Leadership Conference.